# 久水あるた
久水 あるた（くすい あるた、12月11日 - ）は、日本の漫画家、イラストレーター。男性。岐阜県岐阜市出身。主に成年漫画誌を中心に活動している。PhotoshopとComic Studioを使いてデジタル絵画の絵画が特徴。代表作は『LOVE日和』である。
サークル「スタジオあるた」で同人活動も行っている。

## 作品リスト

### 漫画
- 異世界ナンパ〜無職ひきこもりの俺がスキルを駆使して猫人間や深宇宙ドラゴンに声をかけてみました〜（原作：滝本竜彦、構成：みやけりく、『マンガワン』[1]2021年1月10日[2] - 連載中、既刊6巻） - コミカライズ

### イラスト
- LOVE日和（富士美出版、2009年12月25日初版発行 ISBN 978-4-89421-926-7）
- 学園双剣艶舞（キルタイムコミュニケーション）イラスト担当
  1. 2007年12月27日初版発行、ISBN 978-4-86032-498-8
  2. 2008年12月27日初版発行、ISBN 978-4-86032-675-3

## 受賞歴
- 第1回ブロッコリーイラスト大賞 - 特別賞
- バンダイ デジタルモンスターカードゲームイラストコンテスト入選（ブースター23 〜創世記を紡ぐ者たち〜にて商品化、Bo-1092のロードナイトモン）
- エンターブレイン 第4回エンターブレインえんため大賞 - イラスト部門 最終選考
- エンターブレイン 第5回エンターブレインえんため大賞 - イラスト部門 最終選考